# 赵丽莎
赵丽莎（1956年4月—），山东蓬莱人。女，汉族。1974年6月参加工作，1975年11月加入中国共产党。邵阳卫校中医专业毕业，湖南省委党校经济管理专业毕业。
曾长期在邵阳地区（现邵阳市）卫生系统工作，1995年11月任邵阳市卫生局党委委员、副局长。1997年11月，任中共邵阳市北塔区区委副书记、区长。2001年6月，任中共邵阳市委常委、市总工会主席。2003年1月，任中共邵阳市委常委、统战部部长、市总工会主席、市政协党组副书记。2006年9月，任中共邵阳市委常委、宣传部长、市总工会主席。2011年9月，任邵阳市正厅级干部，市人大党组副书记(排第一)、副主任候选人。2012年2月，任邵阳市人大常委会主任、党组副书记。2012年12月，任邵阳市人大常委会主任、党组书记。
2013年，担任第十二届全国人民代表大会湖南地区代表。